# Michael Weyrich

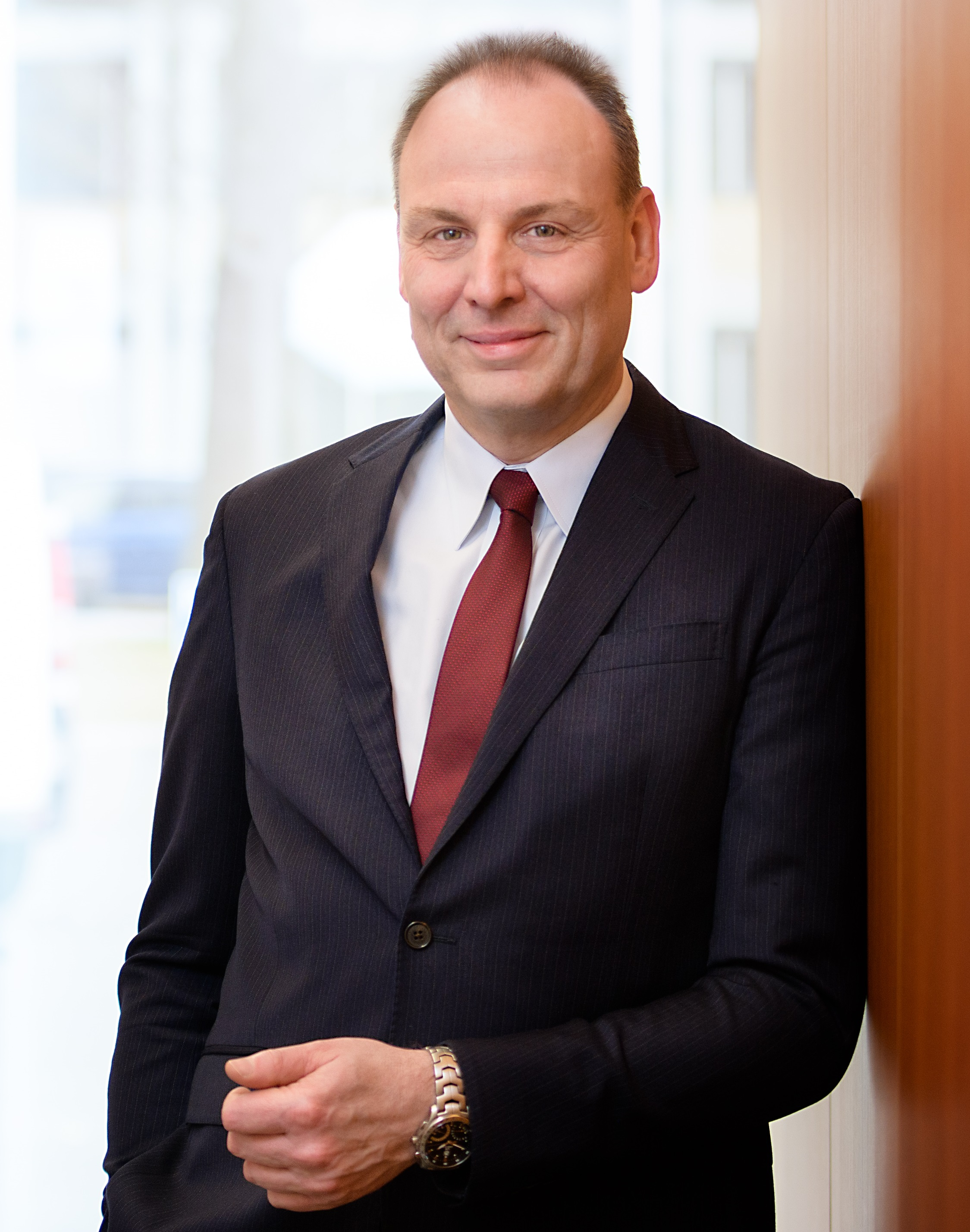
Michael Weyrich (2022)

Michael Weyrich (* 1967 in Saarbrücken) ist ein deutscher Ingenieurwissenschaftler und Hochschullehrer. Seit dem 1. April 2013 ist er Leiter des Instituts für Automatisierungstechnik und Softwaresysteme (IAS) an der Universität Stuttgart. Zuvor war er für vier Jahre Leiter des Lehrstuhls für Fertigungsautomatisierung an der Universität Siegen, Mitglied des Vorstands am Zentrum für Sensorsysteme (ZESS) sowie wissenschaftlicher Direktor am Automotive Center Südwestfalen.

## Werdegang
Michael Weyrich hat Elektrotechnik studiert und im Maschinenbau promoviert. Vor seiner Berufung als Universitäts-Professor war er zehn Jahre lang in der Industrie tätig und hat mehrere Jahre im Ausland verbracht.
Geboren in Saarbrücken, studierte er zunächst an der Hochschule für Technik und Wirtschaft des Saarlandes (vormals: Fachhochschule des Saarlandes) mit dem Schwerpunkt Automatisierungstechnik. Es folgte ein Ergänzungsstudium der Elektrotechnik mit Schwerpunkten in der Steuerungs- und Regelungstechnik an der Ruhr-Universität Bochum sowie ein Auslandssemester in London am Industrial Control Center der University of Westminster.
Anschließend war er als wissenschaftlicher Mitarbeiter, später als F&E Teammanager Virtual Manufacturing/Automatisierungstechnik am Europäischen Zentrum für Mechatronik bei Paul Drews an der RWTH Aachen tätig. Dort erfolgte Anfang 1999 auch die Promotion zum Dr.-Ing. mit seiner Arbeit „Multimediale Werkzeuge zur 3D-Planung im Maschinen- und Anlagenbau“.
Nach der Promotion wechselte er in die Industrie zur Daimler AG (vormals DaimlerChrysler) in Stuttgart und übernahm zunächst die Projektleitung im Themenfeld „Prozessanbindung NC für die Flexible Fertigung“. Im Ressort Informationstechnik Management Pkw war er anschließend Leiter des Fachgebiets „CAx Prozesskette – Produktion“.
Im Jahr 2004 wurde er als Abteilungsleiter „IT for Engineering“ für Mercedes Research and Technology in Bangalore (Indien) tätig, die Teil der Mercedes Konzernforschung (Bereich Softwaretechnologie) war. Während dieser rund vierjährigen Tätigkeit war er mit dem Aufbau und der operativen Leitung des Offshore-Kompetenzfeldes betraut.
Vor der Berufung an die Universität Siegen war er bei der Siemens AG in Erlangen zwei Jahre Leiter einer Stabsabteilung im Industrie-Sektor/Motion Control. Dabei war er zuständig für den Aufbau eines neuen Geschäftsfeldes auf der Basis von Motion Control/PLM-Software und entsprechender Dienstleistungen zur Automatisierung.
Im August 2012 erhielt er den Ruf für die Nachfolge von Universitätsprofessor Peter Göhner am Institut für Automatisierungstechnik und Softwaresysteme (IAS) der Universität Stuttgart.
Michael Weyrich engagiert sich für die Gesellschaft für Mess- und Automatisierungstechnik des VDI/VDE und war für die Periode von Anfang 2022 bis Ende 2024 zum Vorsitzenden des Vorstandes bestellt.
Michael Weyrich ist verheiratet und hat zwei Kinder.

## Forschung
Michael Weyrich forscht an Lösungen, um automatisierte Systeme, insbesondere deren Software, beherrschbar zu machen und Autonome Systeme auf Basis Künstlicher Intelligenz entstehen zu lassen.
Es geht dabei um die Entwicklung, die Inbetriebnahme, den Betrieb, die Wartung und die Frage, wie Automatisierungssysteme mithilfe von Informationstechnologie effektiv, flexibel, und zuverlässig gestaltet werden können.
In der Forschung werden hierzu die folgenden Schwerpunkte gesetzt:
- Komplexitätsbeherrschung in der Automatisierungstechnik, beispielsweise durch die Komposition modularer Automatisierungssysteme
- Absicherung von Automatisierungssystemen und -komponenten, insbesondere von KI basierten und lernfähigen Systemen
- System- und Wertearchitekturen von intelligenten Automatisierungs- bzw. autonomen Systeme basierend auf der Informationswelt im Sinne des Digitalen Zwillings bzw. Cyber-physischer Konzepte.

Er betrachtet die Automatisierungstechnik disziplinübergreifend und befasst sich mit der Automatisierung technischer Prozesse unterschiedlicher Domänen, insbesondere mit den Gebieten der Produktion und Mobilität.

## Mitwirkung (Auswahl)
- Mitglied des Beirates und Vorstandes der VDI/VDE-Gesellschaft Mess- und Automatisierungstechnik (GMA) seit der Wahlperiode 2016
- Vorsitzender des VDI/VDE-Fachausschusses 7.25 „Testen vernetzter Systeme für die Industrie 4.0“ (2014–2024)
- Chair of the Subcommittee on Internet and Information Technologies in Factory Automation of the IEEE-IES TC on Factory Automation (seit 2014)
- Industry Chair der International Federation of Control (IFAC) für “Computers for Control (TC 3.1)” seit 2019
- Beirat der Fachzeitschrift Automatisierungstechnische Praxis (atp edition)
- Mitglied im Programmausschuss in Tagungen und wissenschaftlichen Fachzeitschriften
- Vorsitzender der VDI/VDE-Gesellschaft für Mess- und Automatisierungstechnik von Januar 2022 bis Ende Dezember 2024.  Stellvertretender Vorsitzender von Januar 2025 bis Ende Dezember 2027.
- Mitglied des Präsidiums des VDE e.V. seit 1. Januar 2022 – 31. Dezember 2024
- Mitglied im DFG-Fachkollegium Systemtechnik für die Themen der Automatisierungstechnik, Mechatronik, Regelungssysteme, Intelligente Technische Systeme und Robotik (2024–2028)
- Mitglied des Forschungsdirektoriums des InnovationsCampus Mobilität der Zukunft des Karlsruher Instituts für Technologie und der Universität Stuttgart[1]

## Ehrungen
- 2018: Ehrendoktorwürde (Dr. h. c.) der Donetsk National Technical University[2]
- 2025: Otto-Winkler-Ehrenmedaille des VDI-VDE[3]